# Brian Poole
Brian Poole (Brandenton, 20 ottobre 1992) è un giocatore di football americano statunitense che milita nel ruolo di cornerback per i New York Jets della National Football League (NFL).

## Biografia

### Atlanta Falcons
Al college, Poole giocò a football coi Florida Gators. Dopo non essere stato scelto nel Draft NFL 2016 firmò con gli Atlanta Falcons. Debuttò come professionista partendo come titolare nella gara del primo turno contro i Tampa Bay Buccaneers in cui mise a segno 3 tackle. Nel penultimo turno fece registrare il primo intercetto in carriera ai danni di Cam Newton dei Carolina Panthers. La sua prima stagione regolare si chiuse con 59 tackle, un sack e un intercetto disputando tutte le 16 partite, di cui 9 come titolare. Scese in campo come titolare anche nella finale della NFC contro i Green Bay Packers in cui pareggiò il suo massimo stagionale di 7 tackle, coi Falcons che vinsero 44-21 e si qualificarono per il Super Bowl LI.

### New York Jets
Nel 2019 Poole passò ai New York Jets.

## Palmarès

### Franchigia
- National Football Conference Championship: 1

Atlanta Falcons: 2016

## Statistiche
| Partite totali      | 16  |
| Partite da titolare | 9   |
| Tackle totali       | 59  |
| Sack                | 1,0 |
| Intercetti          | 1   |
| Fumble forzati      | 0   |